# JetBlue Airways
JetBlue Airways is een Amerikaanse lagekostenluchtvaartmaatschappij. CEO David Neeleman richtte het bedrijf in februari 2000 op. Sinds 2000 heeft de luchtvaartmaatschappij een constante groei doorgemaakt en heeft diverse grote knooppunten opgebouwd.

## Bestemmingen
In 2024 vliegt JetBlue Airways op meer dan 100 bestemmingen. De maatschappij is vooral actief in de Verenigde Staten en de Caraïben. Daarnaast zijn er bestemmingen in Zuid-Amerika, Canada en Europa. JetBlue hanteert bij het kiezen van haar routes een tactiek van het vermijden van directe concurrentie met andere lagekostenmaatschappijen, met name Southwest Airlines. Op 31 augustus 2016 verzorgde JetBlue de eerste commerciële lijnvlucht uit de Verenigde Staten naar Cuba.
Eind 2021 landde er een Jetblue toestel in Londen, waarmee een begin kwam aan uitbereidingen richting Europa. Eind 2023 werden er lijndiensten van Amsterdam en Parijs naar Boston en New York geopend. Vanaf begin 2024 opent Jetblue ook lijndiensten naar Dublin en Edinburgh.

### Service aan boord
JetBlue heeft in tegenstelling tot andere lagekostenmaatschappijen de vloot uitgerust met in elke stoel persoonlijke tv-schermen die in verbinding staan met alle Amerikaanse tv-kanalen. Verder heeft JetBlue aangegeven dat zij in al haar vliegtuigen XM satelliet-radio gaat installeren. Alle vliegtuigen zijn uitgerust met WiFi.

## Vloot
JetBlue's vloot bestaat per 2024 uit de volgende toestellen:
| Jetblue-vloot   | Jetblue-vloot | Jetblue-vloot | Jetblue-vloot | Jetblue-vloot | Jetblue-vloot | Jetblue-vloot | Jetblue-vloot                                          | Jetblue-vloot |
| Type            | Totaal        | Orders        | Passagiers    | Passagiers    | Passagiers    | Passagiers    | Opmerkingen                                            |               |
| Type            | Totaal        | Orders        | J             | Y+            | Y             | Totaal        | Opmerkingen                                            |               |
| --------------- | ------------- | ------------- | ------------- | ------------- | ------------- | ------------- | ------------------------------------------------------ | ------------- |
| Airbus A220-300 | 21            | 79            | -             | 15            | 115           | 140           | Vervangt Embraer 190 en oudste Airbus A320             |               |
| Airbus A320-200 | 128           | -             | -             | 42            | 120           | 162           |                                                        |               |
| Airbus A321-200 | 63            | -             | 16/-          | 41/42         | 102/158       | 159/200       | Toestellen met Business Class hebben Mint-configuratie |               |
| Airbus A321LR   | 7             | 6             | 24            | 24            | 90            | 138           |                                                        |               |
| Airbus A321neo  | 21            | 38            | 16/-          | 42            | 102/158       | 160/200       | Toestellen met Business Class hebben Mint-configuratie |               |
| Airbus A321XLR  | -             | 13            | -             | -             | -             | -             | Voor vluchten naar Europa                              |               |
| Embraer 190     | 42            | -             | -             | 16            | 84            | 100           | Wordt vervangen door Airbus A220                       |               |

## Resultaten
Vanaf het begin tot 2019 was de luchtvaartmaatschappij winstgevend. Tijdens de coronapandemie daalde het aantal passagiers scherp en zo ook het nettoresultaat. Het bedrijf kwam in de rode cijfers en heeft zich sindsdien niet meer hersteld tot een winstgevend bedrijf. In 2023 behaalde het een omzet van US$ 9,6 miljard.
In februari 2024 maakte Carl Icahn, een activistische aandeelhouder, bekend een aandelenbelang van 14% in de luchtvaartmaatschappij te hebben. Icahn kocht het belang na het afketsen van de overname van Spirit Airlines. JetBlue wilde Spirit inlijven om daarmee sterker te komen staan versus de concurrentie. Zou de overname zijn goedgekeurd dan was de combinatie de op vier na grootste luchtvaartmaatschappij van de Verenigde Staten geworden.
| Jaar | Netto- resultaat (× US$ miljoen) | Aantal passagiers (× miljoen) | Vliegtuigen | Werknemers |
| ---- | -------------------------------- | ----------------------------- | ----------- | ---------- |
| 2010 | 97                               | 24,3                          |             | 11.121     |
| 2015 | 677                              | 35,1                          | 215         | 16.862     |
| 2016 | 759                              | 38,3                          | 227         | 18.406     |
| 2017 | 1147                             | 40,0                          | 243         | 19.978     |
| 2018 | 189                              | 42,1                          | 253         | 20.892     |
| 2019 | 569                              | 42,7                          | 259         | 21.569     |
| 2020 | −1354                            | 14,3                          | 267         | 20.742     |
| 2021 | −182                             | 30,1                          | 282         | 19.466     |
| 2022 | −362                             | 39,6                          | 290         | 20.901     |
| 2023 | −310                             | 42,5                          | 300         | 23.388     |

## Overige feiten
- Veel vliegtuigen in de vloot hebben een naam waarin ergens "blue" staat. Voorbeelden zijn "Bada-Bing, Bada-Blue", "Blue Suede Shoes", "Sacre blue!", "The name is Blue, JetBlue".
- JetBlue heeft ook een eigen in-flight-snack genaamd "Terra Blue Chips" gemaakt van natuurlijke blauwe aardappelen.
- Werknemers van JetBlue mogen elk jaar een mogelijke naam verzinnen voor een nieuwe vliegtuig. Winnaars hiervan hebben reizen gewonnen naar Toulouse (Frankrijk), waar ze een toer krijgen van de Airbus-fabriek en ze terugvliegen naar huis in het vliegtuig dat hun verzonnen naam draagt.
- In september 2005 maakte een Airbus A320 van Jetblue, JetBlue-vlucht 292, een geslaagde landing met een defect neuswiel.

Air Canada ·
Alaska Airlines ·
American Airlines ·
Atlas Air ·
FedEx Express ·
Hawaiian Airlines ·
JetBlue Airways ·
Southwest Airlines ·
United Airlines ·
UPS Airlines